# The General Strike
Albums de Anti-Flag
The People or the Gun
(2009)
The General Strike, sorti le 20 mars 2012, est le neuvième album du groupe de punk rock Anti-Flag.

## Liste des pistes
| The General Strike | The General Strike             | The General Strike | The General Strike | The General Strike | The General Strike | The General Strike | The General Strike | The General Strike | The General Strike |
| No                 | Titre                          | Durée              |                    |                    |                    |                    |                    |                    |                    |
| ------------------ | ------------------------------ | ------------------ | ------------------ | ------------------ | ------------------ | ------------------ | ------------------ | ------------------ | ------------------ |
| 1.                 | Controlled Opposition          | 0:22               |                    |                    |                    |                    |                    |                    |                    |
| 2.                 | The Neoliberal Anthem          | 3:18               |                    |                    |                    |                    |                    |                    |                    |
| 3.                 | 1915                           | 2:52               |                    |                    |                    |                    |                    |                    |                    |
| 4.                 | This Is The New Sound          | 2:46               |                    |                    |                    |                    |                    |                    |                    |
| 5.                 | Bullshit Opportunities         | 2:36               |                    |                    |                    |                    |                    |                    |                    |
| 6.                 | The Ranks of The Masses Rising | 2:29               |                    |                    |                    |                    |                    |                    |                    |
| 7.                 | Turn a Blind Eye               | 1:19               |                    |                    |                    |                    |                    |                    |                    |
| 8.                 | Broken Bones                   | 3:01               |                    |                    |                    |                    |                    |                    |                    |
| 9.                 | I Don't Wanna                  | 2:27               |                    |                    |                    |                    |                    |                    |                    |
| 10.                | Nothing Recedes Like Progress  | 2:18               |                    |                    |                    |                    |                    |                    |                    |
| 11.                | Resist                         | 1:02               |                    |                    |                    |                    |                    |                    |                    |
| 12.                | The Ghosts of Alexandria       | 2:54               |                    |                    |                    |                    |                    |                    |                    |
| 27:16              |                                |                    |                    |                    |                    |                    |                    |                    |                    |

## Personnel
Anti-Flag
- Justin Sane – Guitare, chant
- Chris #2 – Guitare basse, chant
- Chris Head – Guitare, chant
- Pat Thetic – Batterie